# ビートルズ バラード・ベスト20
『ビートルズ バラード・ベスト20』（英語: The Beatles Ballads）は、1980年10月20日にアナログLPで発売されたビートルズのベスト・アルバムである。本作はアメリカでは発売されておらず、イギリス、メキシコ、カナダ、ニュージーランド、ドイツ、イタリア、スペイン、インド、日本、韓国、オーストラリアで発売された。オーストラリアのアルバムチャートでは第1位を獲得し、全英アルバムチャートでは最高位17位を獲得した。
なお、CD化はされていない。

## 解説
『ロックン・ロール・ミュージック』、『ラヴ・ソングス』に続くテーマ別ベスト・アルバム第3弾である。ビートルズのバラード・ナンバーを集めたアルバムで、同じくバラード・ナンバーを集めた『ラヴ・ソングス』と収録曲が一部重複している。リンゴ・スターがボーカルを務めた楽曲は収録されていない。
カヴァー・デザインは、スコットランド出身のアーティスト、ジョン・パトリック・バーンによるもので、元々は1968年に発売されたオリジナル・アルバム『ザ・ビートルズ (ホワイト・アルバム)』のジャケットの為に描き下ろされたもの。
収録曲はイギリスで発売されたミックスが使用されているが、「ノルウェーの森」は1977年に発売された『ラヴ・ソングス』にも収録されたリミックス・バージョンで、オリジナルのステレオ・ミックスを中央寄りにしたミックスとなっている。
収録時間が約1時間とかなり長いのにもかかわらず、2枚組LPではなく1枚としてリリース 。また韓国で発売された本作は、「ノルウェーの森」の歌詞に検閲が入ったことにより、1993年まで代替措置として「ガール」が収録されていた。

## 収録曲
特記を除き、作詞作曲はレノン＝マッカートニーによるもの。
| #         | タイトル                                                                             | 作詞・作曲 | リード・ボーカル       | 時間  |
| --------- | ------------------------------------------------------------------------------------ | ---------- | ---------------------- | ----- |
| 1.        | 「イエスタデイ」(Yesterday)                                                          |            | ポール・マッカートニー | 2:08  |
| 2.        | 「ノルウェーの森（ノーウェジアン・ウッド）」(Norwegian Wood (This Bird Has Flown))   |            | ジョン・レノン         | 2:06  |
| 3.        | 「ドゥ・ユー・ウォント・トゥ・ノウ・ア・シークレット」(Do You Want To Know A Secret) |            | ジョージ・ハリスン     | 1:56  |
| 4.        | 「フォー・ノー・ワン」(For No One)                                                   |            | ポール・マッカートニー | 2:02  |
| 5.        | 「ミッシェル」(Michelle)                                                             |            | ポール・マッカートニー | 2:42  |
| 6.        | 「ひとりぼっちのあいつ」(Nowhere Man)                                                |            | ジョン・レノン         | 2:45  |
| 7.        | 「悲しみはぶっとばせ」(You've Got To Hide Your Love Away)                            |            | ジョン・レノン         | 2:11  |
| 8.        | 「アクロス・ザ・ユニバース」(Across The Universe)                                    |            | ジョン・レノン         | 3:47  |
| 9.        | 「オール・マイ・ラヴィング」(All My Loving)                                          |            | ポール・マッカートニー | 2:06  |
| 10.       | 「ヘイ・ジュード」(Hey Jude)                                                         |            | ポール・マッカートニー | 7:11  |
| 合計時間: | 合計時間:                                                                            | 合計時間:  | 合計時間:              | 28:54 |

| #         | タイトル                                                                  | 作詞・作曲             | リード・ボーカル       | 時間  |
| --------- | ------------------------------------------------------------------------- | ---------------------- | ---------------------- | ----- |
| 1.        | 「サムシング」(Something)                                                 | ジョージ・ハリスン     | ジョージ・ハリスン     | 3:03  |
| 2.        | 「フール・オン・ザ・ヒル」(The Fool On The Hill)                          |                        | ポール・マッカートニー | 3:00  |
| 3.        | 「ティル・ゼア・ウォズ・ユー」(Till There Was You)                        | メレディス・ウィルソン | ポール・マッカートニー | 2:14  |
| 4.        | 「ザ・ロング・アンド・ワインディング・ロード」(The Long And Winding Road) |                        | ポール・マッカートニー | 3:38  |
| 5.        | 「ヒア・カムズ・ザ・サン」(Here Comes The Sun)                            | ジョージ・ハリスン     | ジョージ・ハリスン     | 3:05  |
| 6.        | 「ブラックバード」(Blackbird)                                             |                        | ポール・マッカートニー | 2:18  |
| 7.        | 「アンド・アイ・ラヴ・ハー」(And I Love Her)                              |                        | ポール・マッカートニー | 2:28  |
| 8.        | 「シーズ・リーヴィング・ホーム」(She's Leaving Home)                      |                        | ポール・マッカートニー | 3:35  |
| 9.        | 「ヒア・ゼア・アンド・エヴリホエア」(Here, There And Everywhere)          |                        | ポール・マッカートニー | 2:26  |
| 10.       | 「レット・イット・ビー」(Let It Be (Single version))                      |                        | ポール・マッカートニー | 3:50  |
| 合計時間: | 合計時間:                                                                 | 合計時間:              | 合計時間:              | 29:37 |

## チャート成績
| チャート（1980年）                 | 最高位 |
| ---------------------------------- | ------ |
| オーストラリア (Kent Music Report) | 1      |
| カナダ (RPM)                       | 69     |
| 日本 (オリコン)                    | 52     |
| ニュージーランド (RMNZ)            | 2      |
| UK アルバムズ (OCC)                | 17     |

## 認定
| 国/地域                                             | 認定     | 認定/売上数 |
| --------------------------------------------------- | -------- | ----------- |
| Australia                                           |          | 250,000     |
| カナダ (Music Canada)                               | Gold     | 50,000^     |
| 香港 (IFPI Hong Kong)                               | Gold     | 10,000*     |
| ニュージーランド (RMNZ)                             | Platinum | 15,000^     |
| イギリス (BPI)                                      | Gold     | 100,000^    |
| * 認定のみに基づく売上数 ^ 認定のみに基づく出荷枚数 |          |             |